# آتش‌سوزی ۲۰۲۲ ارومچی
در ۲۴ نوامبر ۲۰۲۲، یک آتش‌سوزی در یک ساختمان بلند مسکونی در اورومچی، سین کیانگ، چین روی داد. در این حریق ده نفر کشته و ۹ نفر دیگر مجروح شدند. سؤالات و ابهاماتی در این مورد وجود دارد که آیا اجرای سختگیرانه سیاست کووید صفر توسط چین باعث شده که ساکنان نتوانند ساختمان را ترک کنند یا در تلاش آتش‌نشانان برای اطفاء حریق تاثیر داشته است. اطفای این آتش‌سوزی سه ساعت به‌طول انجامید. پس از آتش‌سوزی، در شانگهای، نانجینگ و پکن تظاهرات و اعتراضاتی برگزار و از سیاست دولت چین درباره کووید صفر انتقاد شد و برخی از آنها از شی جین پینگ، رئیس‌جمهور چین خواستند تا استعفا دهد.
شهردار اورومچی، ممتمین قدیر، عصر روز ۲۵ نوامبر طی یک کنفرانس مطبوعاتی از ساکنان شهر عذرخواهی کرد و قول داد در این خصوص تحقیق و تفحص شود. لی ونشنگ، رئیس اداره امداد و نجات آتش‌نشانی شهر ارومچی گفت که توانایی برخی از ساکنان ساختمان برای نجات خود «بیش از حد ضعیف» بوده و آنها «در فرارِ به‌موقع ناکام مانده‌اند».
دالی یانگ، دانشمند علوم سیاسی از دانشگاه شیکاگو، اظهار داشت که اظهارات مقامات در این مورد ممکن است خشم عمومی را به‌دلیل تلقی شدن به‌عنوان سرزنش قربانیان افزایش بدهد.